# Баяннуур
Баяннуур (монг. Баяннуур) — сомон Баян-Улгийського аймаку Монголії. Територія 2,4 тис. кв км, населення 5,2 тис. більшість з них казахи, а також урянхайці та ульди. Центр Цул Улаан розташований на відстані 106 км від міста Улгий, та на відстані 1652 км від Улан-Батора. Школа, лікарня, культурний та торговельний центри. Понад 120 тисяч голів худоби.

## Рельєф
Найвища точка — 4200 м — гора Цамбаргав найнижча — 1420 м, Річка Кобдо, Солене озеро Баяннуур.

## Клімат
Клімат різкоконтинентальний.

## Адміністративні межі
Межує з сомоном Алтайцугц а також з аймаками Увс та Ховд.